# Leonardo Occhipinti
Leonardo Occhipinti (Milano, 11 agosto 1960) è un ex calciatore italiano, di ruolo libero o centrocampista.

## Carriera

### Club

#### Gli inizi all'Inter
Nato a Milano, mosse i primi passi nella Triestina Milano ed all'età di 11 anni entró nel vivaio dell'Inter. Esordì in prima squadra ed in Serie A, a 18 anni e 8 mesi il 14 aprile 1979 in Inter-Juventus 2-1. L'anno successivo non fu impiegato fino all'11 maggio 1980, dove disputò la gara Inter-Ascoli 2-4: questa presenza (a cui si aggiunsero due gare di Coppa Italia) lo pose di diritto tra i vincitori dello scudetto 1979-1980.

#### Gli anni al Pisa
Chiuso nel suo ruolo da Bini, decise di lasciare i nerazzurri in prestito passando al Pisa, militante in Serie B, dove disputò tutte le 38 gare di campionato. Nella stagione successiva giocò le prime sette partite con i pisani prima di essere ceduto in prestito al Como in Serie A, dove marcò ulteriori 10 presenze in massima serie senza siglare alcuna rete: al termine del prestito tornò al Pisa, che nel frattempo aveva conquistato la promozione in Serie A. Nella stagione 1982-1983 e in quella successiva divenne un punto cardine della difesa dei pisani, marcando 51 presenze da titolare.

#### Fiorentina, Cagliari e Brescia

Occhipinti (in piedi, primo da sinistra) al Brescia nel 1988

Nel 1984-1985 cambiò nuovamente casacca, tornando in una squadra d'alta classifica con forti ambizioni: la Fiorentina, dove giocò 23 gare di campionato, sette di Coppa Italia e quattro di Coppa UEFA. Al termine della stagione venne però ceduto al Cagliari, nuovamente nella serie cadetta, dove giocò 35 gare da titolare aiutando la squadra a conquistare la salvezza. Rimase in Sardegna solo per un'annata, per tornare in Serie A al Brescia, dove disputò 25 gare mettendo a segno tre reti (le sue prime da professionista)
Occhipinti rimase con le rondinelle per altre due stagioni, marcando ulteriori 62 presenze e tre reti.

#### Le ultime stagioni
Nell'ottobre 1989 passò al Piacenza, in Serie C1, dove disputò 23 gare nella prima stagione e 27 nella seconda, quando divenne anche capitano e vinse il campionato con annessa promozione in Serie B.
Passò infine alla Solbiatese, dove disputò le ultime tre stagioni da professionista in Serie C2, segnando due gol in 59 gare, prima di ritirarsi dal calcio giocato.
In carriera ha collezionato complessivamente 110 presenze e 3 reti in Serie A, 142 presenze e 3 reti in Serie B, e 109 presenze e 2 reti in Serie C.

## Dopo il ritiro
Negli anni successivi la fine della carriera ha partecipato a numerose iniziative benefiche e tornei di calcio amatoriale.
Dopo il ritiro dal calcio professionistico ha continuato l'attività imprenditoriale di famiglia nel commercio di macchinari per l'edilizia stradale, fondando col padre Giorgio a Milano la Rames Macchine Stradali srl.

## Palmarès

### Competizioni giovanili
- Coppa Italia Primavera: 1

Inter: 1977-1978

### Competizioni nazionali
- Campionato italiano: 1

Inter: 1979-1980
- Campionato italiano Serie C1: 1

Piacenza: 1990-1991 (girone A)